# Ахмед Хаджиев
Ахмед Джовдат Исмаил оглу Хаджиев (Джовдат Хаджиев) (на азербайджански: Əhməd-Cövdət İsmayıl oğlu Hacıyev) е азербайджански и съветски композитор, диригент и педагог, заслужил деец на изкуствата на Азербайджанската ССР, народен артист на Азербайджан, първият азербайджанец, композирал симфония.

## Биография
Ахмед Джовдат Исмаил оглу Хаджиев е роден на 5 (18) юни 1917 г. в град Нуха (днес Шеки), Елизаветполска губерния, в семейството на занаятчия. От ранна възраст е силно повлиян от традиционната музика на народните песни, музиката на ашугите и от мугхамите – един от основните жанрове в азербайджанската музика.
През 1924 г. семейството му се премества в Баку и Ахмед завършва средното си образование в музикално училище със специалност цигулка. През 1935 – 1938 г. учи в Азербайджанската консерватория в Баку, в класа по класическа композиция на родения в Латвия професор Леополд Рудолф, ученик на Сергей Танеев. Едновременно посещава и курсовете на професор Узеир Хаджибеков. От 1938 до 1941 г. продължава образованието си в Московската консерватория в класа по класическа композиция на Анатолий Александров.
Втората световна война прекъсва обучението му и той се връща в Баку, където работи като художествен ръководител на Азербайджанската държавна филхармония и се занимава с композиране. След войната отново заминава за Москва, заедно с приятеля си и състудент Кара Абулфаз оглу Карайев и продължава обучението си в консерваторията в класа на Дмитрий Шостакович. През студентските си години пише редица оригинални композиции, които му носят признание. Под ръководството на Узеир Хаджибеков, Ахмед работи по Третата си симфония, която успешно представя като дипломна работа и през 1947 г. завършва висшето си образование. Работата му е високо оценена от държавната изпитна комисия.
Ахмед Хаджиев е съпруг на известната азербайджанска танцьорка Амина Дилбази, народна артистка на Азербайджан. Имат двама сина – Микаил и Исмаил Хаджиеви.
През същата година започва да преподава в Азербайджанската държавна консерватория, като води класа по полифония, инструменталистика и композиция. Успоредно с това, в периода 1947 – 1948 г., е художествен ръководител на Бакинската филхармония. От 1957 до 1969 г. е ректор на консерваторията, а през 1963 г. получава титлата професор по композиция. Като ректор прави много за развитието на консерваторията – открива катедра за народни инструменти и организира Оперно студио за представяне на таланти и любители на музиката от различни категории на населението.
Продължава да преподава в Консерваторията повече от четири десетилетия. Сред неговите ученици са известни музиканти като Акшин Ализаде, Дадаш Дадашев и композиторите на песни Елдар Мансуров и Джаваншир Кулиев.
Ахмед Хаджиев умира на 18 януари 2002 г., на 84-годишна възраст и е погребан в Баку в Алеята на честта.

## Творчество
Ахмед Хаджиев е един от основателите на азербайджанския симфонизъм и основател на азербайджанската класическа симфония. Благодарение на него жанрът на симфоничната музика в Азербайджан започва да се развива бързо и се формира и развива националната симфония. Творчеството му играе важна роля в развитието на националното изкуство и е ценен принос за многонационалната култура на цялата страна. Той остава в класическата музика на страната с монументалните си оркестрови произведения, тъй като е първият азербайджанец, композиращ симфонии. В творчеството му органично се съчетават чертите на азербайджанската и руската музикални култури.
Съвместно с композитора Кара Карайев, Хаджиев е автор на патриотичната опера „Ветен“ (Родина), поставена през 1945 г. След премиерата ѝ през май 1945 г. двамата са удостоени с престижната Сталинска награда, втора степен.
Хаджиев обръща специално внимание на симфоничните произведения и създава 8 симфонични творби. През 1951 г. става член на КПСС и написва симфоничната поема „За мир“, за която на следващата година за втори път получава Сталинска награда. Автор е на азербайджанска сюита, симфониета, оратории, творби за струнен квартет, за пиано, хор и други. Освен образци на симфонична музика, която е основната сфера на творчеството на композитора, той създава и прекрасни камерно-инструментални, вокални, както и хорови произведения, оратории, няколко творби за струнен квартет, за пиано и други. Проявява постоянен интерес към големи, обемни теми, към напрегнати, остри, често психологически проблеми. Прави записи и обработка на азербайджански народни песни и танци от ашугското творчество. Награден е с 5 ордена, както и с медали.
Хаджиев се завръща към симфоничния жанр с ново вдъхновение през 1990-те години, продуцирайки редица произведения, повлияни от съвременни събития. Последната му симфонична творба, озаглавена „20 януари“ е създадена през 1991 г. и е посветена на жертвите на Черния януари (1990 г.), когато съветските войски и танкове убиват стотици невинни цивилни в Баку.
През 1997 г. президентът Гейдар Алиев връчва на Хаджиев най-високото признание на Азербайджан – „Азербайджански орден на славата“, по случай 80-ия му юбилей. Той е оценен като „известен композитор, новатор, педагог, известен общественик и модел за новото поколение музиканти“.

### Произведения
- 1935 – 24 прелюдии
- 1936 – симфонична поема „Социалистически Азербайджан“
- 1937 – симфонична поема „Послание до Сибир“ („В дълбините на сибирските руди“)
- 1938 – Симфониета
- 1940 – Двойна фуга
- 1941 – Азербайджанска сюита
- 1941 – Струнен квартет
- 1941 – три фуги
- 1942 – три песни за хор и пиано
- 1944 – Тройна фуга
- 1944 – Симфония №1
- 1945 – операта „Ветен“ („Родина“), съвместно с К. Карайев
- 1946 – Симфония №2
- 1947 – Симфония №3
- 1949 – Оратория за хор, солист и оркестър
- 1950 – Балада
- 1951 – поемата „За мир“
- 1952 – хорови поеми по текст на Низами Ганджеви
- 1956 – Симфония №4 „В памет на Ленин“
- 1956 – Соната за пиано
- 1956 – музика към газелата „Моето цветче“
- 1957 – музика към газелата „Девойка, беряща ябълки“
- 1957 – Скерцо
- 1961 – „Квартет – поема“
- 1962 – цикъл „Детски кът“
- 1971 – Симфония №5 „Човек, Земя, Космос“
- 1983 – Симфония №6 „Октомври 1917 -1977“
- Симфония №7
- Симфония №8 „Той беше избран от времето“, посветена на Гейдар Алиев. Стиховете са на азербайджанската журналистка Фериде Леман

## Награди
- 1946 – Сталинска награда втора степен за операта „Родина“
- 1952 – Сталинска награда трета степен за симфоничната поема „За мир“
- 1959 – орден „Червено знаме на труда“
- 1961 – орден „Почетен знак“
- 1960 – Народен артист на Азербайджан
- 1977 – орден „Октомврийска революция“ – за заслуги в развитието на съветското музикално изкуство и във връзка с 60-годишнината от рождението му.[8]
- 1986 – орден „Ленин“
- 1997 – Азербайджански орден на славата – по случай 80-ия му юбилей

## Памет
- През 2013 г. е издадена книгата „Джевдет Хаджиев. Хроника на живота. Статии. Изявления“. Посветена е на 95-годишнината на композитора. Неин автор и съставител е неговата ученичка професор Адиля Юсифова, композитор, заслужил учител на Азербайджан.[7]
- През 2017 г., по повод стогодишнината от раждането на композитора в цялата страна се провеждат концерти. Концерти се изнасят и в някои световни столици – Виена, Москва, Ню Йорк и други.[3][5]